# Teleki-kastély (Komlód)
A Teleki-kastély műemlék épület Romániában, Beszterce-Naszód megyében. A romániai műemlékek jegyzékében a  BN-II-m-A-01631 sorszámon szerepel.

## Története
A romladozó állagú, barokk stílusú kastélyt Wesselényi István és felesége, Daniel Polixénia építtette. 1756-ban készült el. A Wesselényi és a Daniel családok címere a bejárat fölött Anton Schuchbauer munkája 1786-ból. A 19. században került a Teleki család tulajdonába.